# Naked City
Naked City – amerykańska grupa muzyczna wykonująca muzykę określaną jako awangardowy jazz lub dada metal (patrz dadaizm), gatunków skupiających wpływy takich stylów jak fusion, grindcore, death/thrash metal, punk rock, country oraz muzyka poważna. 
Grupa powstała około 1989 roku w Nowym Jorku z inicjatywy saksofonisty jazzowego i wizjonera muzycznego Johna Zorna. 
Naked City w swym założeniu miała być muzycznym warsztatem gdzie zanikają granice, a przenikają się wzajemnie wszelkie style muzyczne. Pierwsze nagranie, Naked City zostało wydane przez wytwórnię Elektra Nonesuch. Debiut grupy został zauważony głównie dzięki kłótni pomiędzy właścicielami wytwórni a Johnem Zornem o okładkę płyty. Lider Naked City wykorzystał brutalne zdjęcia m.in. dziennikarza Arthura Fellinga, znanego lepiej jako Weegee, który fotografował nocne życie Nowego Jorku ze wszystkimi jego jasnymi i ciemnymi stronami. Kłótnia z wydawnictwem skłoniła Johna Zorna do założenia własnej wytwórni Avant, a później Tzadik. Naked City współpracowało także z licznymi, małymi wytwórniami metalowymi jak Earache. 
Pierwsze albumy grupy były zabawą z konwencją i stylami muzycznymi. Bardzo charakterystyczne są szybkie zmiany tempa, tonacji i melodii w utworach inspirowanych muzyką pop i radykalną awangardą muzyczną. Na niektórych albumach po raz pierwszy znalazły się kompozycje muzyków poważnych, takich jak: Aleksandr Skriabin, Claude Debussy czy Olivier Messiaen. Grupa wykonuje głównie muzykę instrumentalną, ale na koncertach i niektórych wydawnictwach zespół wspierają Yamatsuka Eye i Mike Patton. 
Grupa nagrywała do 1993 roku, kiedy to zawieszono jej działalność, ponownie wznowiona w 2003 roku, na potrzeby koncertów jakich grupa udzieliła podczas europejskich festiwali jazzowych.

## Powiązania z filmem
Naked City grało liczne covery utworów ze ścieżek dźwiękowych do różnych filmów (m.in. motyw z filmu Różowa Pantera). Muzyka grupy wykorzystana została w filmie Michaela Hanekego Funny Games z 1997 i 2008 roku.

## Dyskografia
- 1989 Naked City
- 1989 Torture Garden
- 1992 Grand Guignol
- 1992 Heretic
- 1992 Leng Tch'e
- 1993 Radio
- 1993 Absinthe
- 1996 Black Box (wydanie dwu albumów Torture Garden i Leng Tch'e, które zostały wydane pierwotnie w Japonii. Amerykańska cenzura zastopowała wydanie albumów w USA z oryginalnymi okładkami. We wznowieniu w Black Box zostały one ukryte wewnątrz)
- 2002 Naked City Live #1 — At the Knitting Factory